# توماس مونخي
توماس مونخي (بالإسبانية: Tomás Monje Gutiérrez) (و. 1884 – 1954 م) هو سياسي، ومحام من بوليفيا .
تولى منصب رئيس بوليفيا .